# Parti fasciste russe
Pour les articles homonymes, voir Parti fasciste.
 (février 2020).
Si vous disposez d'ouvrages ou d'articles de référence ou si vous connaissez des sites web de qualité traitant du thème abordé ici, merci de compléter l'article en donnant les références utiles à sa vérifiabilité et en les liant à la section « Notes et références ».

Drapeau du Parti fasciste russe.

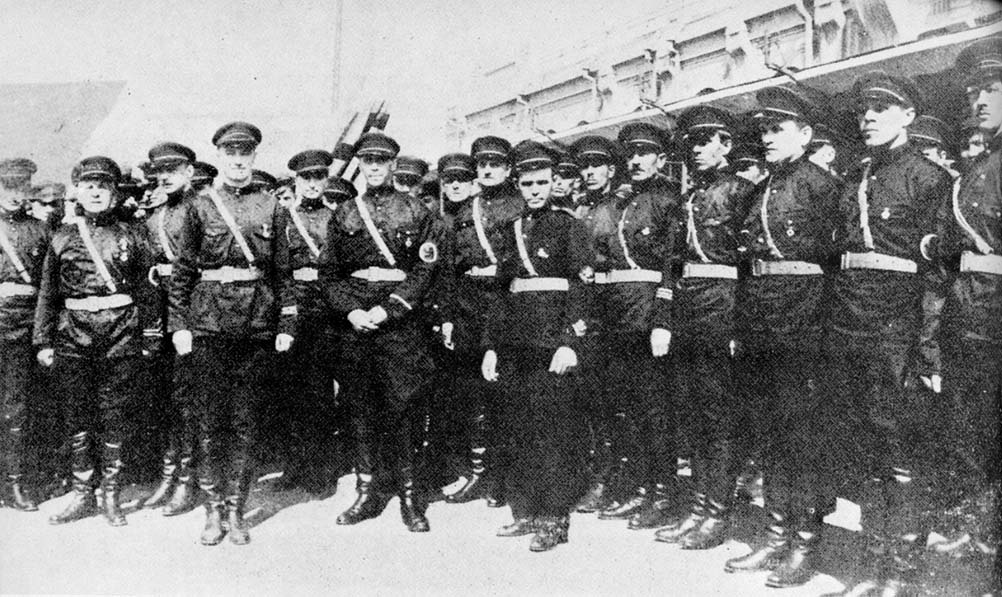
Membre du parti fasciste à Harbin en 1934.

Le Parti fasciste russe (en russe : Российская фашистская партия, Rossiïskaïa Fachistskaïa Partia) est un parti russe d'inspiration fasciste créé en 1931 et disparu en 1943.
En 1943, le parti a été interdit par les autorités de l’empire du Japon. En 1945, Konstantin Rodzaïevsky, son leader historique, retourne en URSS, où, immédiatement arrêté, il est condamné et exécuté une année plus tard.

## Histoire
Le parti a été fondé à la base d'une organisation russe corporatiste créée en 1925 par des étudiants russes de l'université de Harbin (Mandchourie). Le gouvernement nationaliste chinois de Tchang Kaï-chek, en pleine guerre avec les rebelles maoïstes, avait interdit l'organisation pour ne pas donner un prétexte à l'URSS de lancer une offensive sur la région.
Après la guerre sino-japonaise, et la « proclamation » du Mandchoukouo, le parti est légalisé par les autorités pro-japonaises. Il apparaît en 1935 sous le nom de « Parti fasciste russe ».
Konstantin Rodzaïevsky en est le secrétaire général et lui fait adopter le slogan « Dieu, Nation, Travail ».
En mars 1934, Anastasy Vonsyatsky, un émigré blanc, dirigeant de l'Organisation fasciste panrusse (mouvement fasciste d'émigrés russes, créé en 1933 au Connecticut), rencontre Rodzaïevsky à Tokyo, pour faire fusionner les deux partis, sans succès : dès 1935, Vonsyatsky reproche à Rodzaïevsky la tournure antisémite, pro-nazie de son mouvement (le Svastika en devient l'emblème), ainsi que son instrumentalisation par les Japonais. Vonsyatsky fonde ainsi un groupuscule, le « Parti nationaliste révolutionnaire panrusse ».
À l'inverse, sans doctrine clairement définie, le Parti fasciste russe arrive à se développer : de 12 000 militants avant la rupture, le mouvement en compte environ 20 000 un an après, 600 sections locales, et édite deux journaux.
Malgré les espoirs de Rodzaïevsky, la Seconde Guerre mondiale ne renforce pas son mouvement. Hitler n'ayant jamais eu l'intention de prendre appui sur un éventuel fascisme russe, le parti se désagrège et disparaît totalement en quelques mois.
En 1945, Rodzaïevsky est arrêté par le NKVD et exécuté à Moscou en 1946.